# Pamparato
Pamparato (piemontiul: Pamparà) település Olaszországban, Piemont régióban, Cuneo megyében. Lakosainak száma 266 fő (2023. január 1.). Pamparato Garessio, Monasterolo Casotto, Roburent, Torre Mondovì és Viola községekkel határos.

## Népesség
A település lakossága az elmúlt években az alábbi módon változott:
| Lakosok száma | 299  | 298  | 266  |
|               | 2017 | 2018 | 2023 |